# Nicolás Richotti
Nicolás Richotti (Bahía Blanca, 17 de outubro de 1986) é um basquetebolista argentino que atualmente joga pelo Iberostar Tenerife disputando a Liga Endesa. O atleta possui 1,83m, pesa 80kg e atua na posição armador. Fez parte do selecionado argentino que conquistou a vaga para o torneio olímpico de basquetebol dos Jogos Olímpicos de Verão de 2016 no Rio de Janeiro.